# Stone Castle Studios
Gli Stone Castle Studios sono stati degli studi di registrazione situati nel castello di Carimate in provincia di Como.

## Storia degli Stone Castle Studios
L'idea di aprire dei nuovi studi di registrazione con apparecchiature all'avanguardia (per l'epoca) venne ad Antonio Casetta, celebre discografico della Bluebell e della Produttori Associati, tra gli artefici del successo di Fabrizio De André, con l'intento di realizzare una struttura che consentisse agli artisti, ai musicisti ed ai tecnici di vivere a stretto contatto in un ambiente isolato per dedicarsi alla realizzazione dei dischi in maniera totale, senza vincoli di orario.
Per questo motivo individuò un vecchio castello a Carimate (da cui deriva il nome degli studi), ed iniziò l'attività nel 1977: l'enorme investimento fatto da Casetta fu una delle cause del fallimento della sua etichetta, la Produttori Associati (che venne rilevata dalla Dischi Ricordi).
Nel corso degli anni vi hanno inciso, tra gli altri gli Yes, Fabrizio De André, Edoardo Bennato, Lucio Dalla con Come è profondo il mare (1978) e Dalla (1980), gli Stadio, Skiantos, Pino Daniele, Francesco Guccini, Luca Barbarossa, Antonello Venditti, Pooh, Decibel, Nada, Gianni Togni, Mauro Pagani, Roberto Vecchioni, la PFM, i Vanexa, Teresa De Sio, Loredana Bertè, Mango, Riccardo Zappa, Bobby Solo, Mia Martini, Ivan Graziani, Franco Fanigliulo, Nicola Di Bari, Alice, Paul Young, Patty Pravo, Eugenio Finardi, Riccardo Cocciante, Alberto Fortis, David Riondino, Angelo Branduardi, Giovanni Fenati e molti altri.
Gli Stone Castle Studios erano composti dalla sala Rossa e dalla sala Verde, oltre ad una mixing room allestita nel teatrino del castello. Tutti gli ambienti erano stati realizzati dalla Eastlake Audio. L'attrezzatura era di altissimo livello, e i banchi Cadac furono i primi in Italia ad essere dotati di un sistema di mix automation realizzato dalla Melquist.
Nel 1987, a seguito della decisione di Casetta di ritirarsi a vita privata, gli studi si sono trasferiti e hanno cambiato nome.
Il Castello di Carimate è divenuto un hotel a partire dal 1990.

## I dischi realizzati negli Stone Castle Studios
- Come è profondo il mare di Lucio Dalla - RCA Italiana (1977)[1]
- Rotolando respirando dei Pooh (1977) Solo per i missaggi del disco.
- Comici cosmetici di Alberto Camerini - Cramps (1978)[2]
- Boomerang dei Pooh - CGD (1978)
- Un gelato al limon di Paolo Conte - RCA Italiana (1979)[3]
- Robinson, come salvarsi la vita di Roberto Vecchioni - Ciao Records (1979)[4]
- Pino Daniele di Pino Daniele - EMI (1979)
- Lucio Dalla di Lucio Dalla - RCA Italiana (1979)[5]
- Alberto Fortis di Alberto Fortis - Philips Records (1979)
- Kinotto dei Skiantos - Cramps Records (1979)
- Viva dei Pooh - CGD (1979)
- Dalla di Lucio Dalla (1980)
- Nero a metà  di Pino Daniele - EMI (1980)
- Suonare suonare - PFM (1980)[6]
- Sono solo canzonette di Edoardo Bennato - Ricordi (1980)[7]
- ...Stop dei Pooh - CGD (1980)
- Una Città per Cantare di Ron (1980)
- Vivo da Re dei Decibel - Ricordi (1980)
- Ehi ci stai di Goran Kuzminac (1980)
- Q disc di Lucio Dalla (1981)
- Vai mo' di Pino Daniele - EMI (1981)
- Al centro della Musica di Ron (1981)
- Bella 'mbriana di Pino Daniele - EMI (1982)
- Common Ground (con Pino Daniele) di Richie Havens - EMI Bagaria (1983)
- Musicante di Pino Daniele - EMI (1984)
- Finardi di Eugenio Finardi - Cicogna  (1981)[8]
- È pericoloso sporgersi di Mango-Fonit Cetra (1982)
- Ivan Graziani di Ivan Graziani - Numero Uno, RCA (1983)[9]
- Creuza de mä di Fabrizio De André - Ricordi (1984)[10]
- Big Generator degli Yes - ATCO (1987)